# Exact Audio Copy
Exact Audio Copy, или накратко EAC, е софтуер за извличане и записване в компресиран формат на цифрова музика от аудио компакт дискове. Разпостранява се свободно, предназначен за Windows операционна система. Отличава се със своята прецизност в работата и много възможни настройки.